# Boèce de Dacie
Pour le philosophe latin du V-VIe siècle, voir Boèce.
Pour les articles homonymes, voir Dacie (homonymie).
Boèce de Dacie ou Boethius Dacii est un philosophe médiéval danois ou suédois du XIIIe siècle (décédé vers 1284).

## Biographie
Boèce naquit dans la première moitié du XIIIe siècle. Il occupa probablement la position de clerc séculier et chanoine du diocèse de Linköping. Il s'installa en France pour enseigner la philosophie à l'Université de Paris. Là il s'associa à Siger de Brabant, avec lequel il partagea un insolite cheminement professionnel en continuant à enseigner les arts libéraux pendant un certain nombre d'années en tant que maître ès arts plutôt que de commencer des études supérieures (théologie ou médecine) ou de trouver un emploi non universitaire. En 1277 il fut condamné par Étienne Tempier pour avoir été un chef de file du mouvement averroïste. Boèce fuit alors Paris avec Siger, et fit appel au pape Nicolas III. Il fut détenu à la curie pontificale, à Orvieto, et rejoignit ensuite les Dominicains de Dacia.

## Sa pensée

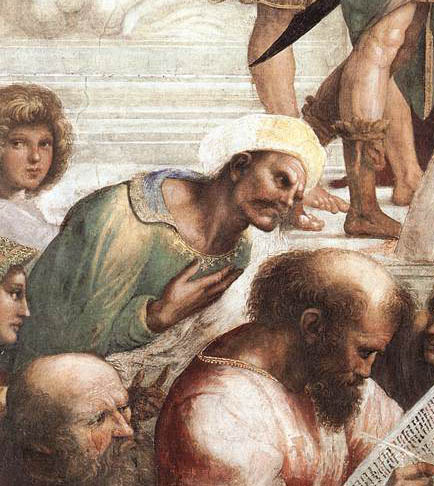
Averroès, détail de L'École d'Athènes, 1511 de Raphaël.

Boèce fut un disciple d'Averroès et a écrit sur la logique, la philosophie naturelle, la métaphysique et l'éthique, bien que certaines de ses œuvres n'aient pas survécu. 
Sa position centrale est que la philosophie doit suivre ses conclusions, indépendamment du conflit possible de celles-ci avec la foi religieuse. Pour Boèce, la philosophie est l'activité humaine suprême, et dans ce monde seuls les philosophes atteignent la sagesse ; dans son livre Du souverain bien ou De la vie philosophique, il offre une fervente description aristotélicienne du « bien souverain » de l'homme comme contemplation rationnelle de la vérité et de la vertu. 
Parmi les conclusions controversées qu'il discuta, se trouvent  l'impossibilité de la création ex nihilo. Selon Boèce, on ne peut démontrer par la raison que le monde a eu un commencement, car la raison naturelle ne connaît que la génération et ignore la création qui n'en est pas moins vraie. De même, elle déclare impossible la résurrection des corps selon des causes naturelles, mais le chrétien sait qu'elle est possible « selon une cause supérieure qui est la cause de toute la nature ». Le monde n'ayant pas commencé par des causes naturelles, l'avis du physicien, borné à ses causes, ne peut donc pas nier la création du monde. 
Concernant l'éternité du monde, qui est une hérésie, Boèce pense que la philosophie et la foi ne sont pas en désaccord. Comme Siger de Brabant, Boèce considère ce qui dépend de Dieu et ce qui dépend de la nature comme deux ordres distincts, naturel et surnaturel. Les règles qui limitent et contraignent l'ordre naturel ne s'imposent donc pas à l'ordre surnaturel. 
Boèce reste donc chrétien et a tenté de concilier ses croyances religieuses avec sa position philosophique en assignant l'étude du monde et de la nature humaine à la philosophie, et en assignant à la religion la révélation surnaturelle et les miracles divins. Il a été condamné pour avoir soutenu la doctrine de la double vérité, bien qu'il ait pris soin d'éviter de présenter des conclusions philosophiques qui soient contraires aux vérités religieuses.
Comme grammairien, il a été l'un des principaux représentants du courant des modistes.

#### Œuvres de Boèce de Dacie
- Boethii Daci Opera, Hauniae (Copenhague), G. E. C. Gad, Corpus Philosophorum Danicorum Medii Aevi.
- Quaestiones super libros physicorum, in Boethii Daci Opera, V, 1974.
- De aeternitate mundi, in Boethii Daci Opera, VI.2, 1976, p. 333-366.
- Du souverain bien ou De la vie philosophique (De summo bono seu de vita philosophica), in Boethii Daci Opera, VI.2, p. 367-377. Traduction française in Thomas d’Aquin & Boèce de Dacie, Sur le bonheur, textes introduits, traduits et annotés par Ruedi Imbach et Ide Fouche, Vrin, Paris, 2005, pp.144-165.
- Modi significandi sive quaestiones super Priscianum maiorem (vers 1270).

#### Études sur Boèce de Dacie
- D. Piché, La condamnation parisienne de 1277 [par Étienne Tempier], Vrin, 1999
- Cyrille Michon (avec Olivier Boulnois, Nathanaël Dupré La Tour), Thomas d’Aquin et la controverse sur l’éternité du monde : traités sur l’éternité du monde de Bonaventure, Thomas d’Aquin, Jean Peckham, Boèce de Dacie, Henri de Gand et Guillaume d’Ockham, Flammarion,  (ISBN 2080711997).